# MTV Ingolstadt
El MTV Ingolstadt es un equipo de fútbol de Alemania que juega en la A-Klasse Donau/Isar 2, la décima liga de fútbol en importancia en el país.

## Historia
Fue fundado el 18 de julio de 1881 en la ciudad de Ingolstadt, en el estado de Baviera, pero fue hasta el año 1905 que comenzó activamente como equipo de fútbol, ya que inició como un club de gimnasia, de la cual se separó en 1924, pero que volvieron a unificarse en 1933.
Antes de iniciar la Segunda Guerra Mundial, el club tenía una gran rivalidad con el VfB Ingolstadt-Ringsee mientras formaba parte de la Bezirksliga Bayern, que en ese entonces era la máxima categoría del fútbol alemán. No tuvo mucho éxito hasta 1943, ya que durante el periodo de guerra se unieron al KSG Ingolstadt por el periodo de la Segunda Guerra Mundial.

### Periodo de posguerra
Al finalizar la Segunda Guerra Mundial, las Fuerzas Aliadas ocuparon el territorio alemán, y ordenaron la disolución de todas las organizaciones en Alemania, incluyendo las deportivas, por lo que el club fue refundado como SSV Ingolstadt 1881; y regresaron a su nombre original en 1948.
En 1946 clasificaron a la Landesliga Bayern (II), liga que sufrió por la división de la Oberliga (I) en norte y sur. En 1952 la liga pasó a ser el tercer nivel y pasó a llamarse Amateurliga Bayern, de la cual descendió tras quedar de 15º lugar al finalizar la temporada.
En 1954 fueron beneficiados por la expansión de la Amateurliga en dos divisiones regionales, por lo que ascendieron, aunque descendieron tres años más tarde sin poder regresar por varios años.

### Nacimiento de la Bundesliga
En 1963 nace la Bundesliga, con lo que hay cambios en el fútbol alemán, originando tres nuevas Landesligas, donde el MTV fue ubicado en la Bayern-Sur, donde descendieron a la Bezirksliga Oberbayern-Nord (V).
En 1965 retornan a la Landesliga y un año más tarde regresan a la tercera categoría tras ganar el título de liga luego de 10 años de ausencia, pero descendieron tras una temporada, convirtiéndose en un equipo yo-yo, con constantes ascensos y descensos de categoría, incluyendo dos temporadas en la 2. Bundesliga Süd, en la cual regresaron en la temporada 1978/79.

### Años en la 2. Bundesliga
En su primera temporada acabó en 11º lugar entre 20 equipos, bien lejos del descenso, manteniendo la categoría por dos temporadas más hasta su descenso en la temporada 1981/82 luego de una larga lucha con el FSV Frankfurt y retornando a la Bayernliga.

### 1980-2004
A mediados de la década de los años 1980s, el club pasó jugando en las ligas de Baviera, que a pesar de haber ganado la Bayernliga en una ocasión, no obtuvo el ascenso por la disminución de equipos en la 2. Bundesliga por convertirla en un solo grupo como lo es en la actualidad y como consecuencia se quedaron como un equipo amateur.
En 1985 descienden a la Landesliga, siendo la última vez que los equipos principales de Ingolstadt jugaron el la misma categoría, ya que no volvieron a coincidir en la misma liga. En 1988 retornan a la Bayernliga, en la cual permanecieron hasta 1991 luego de volver a descender.
El club pasó posteriormente como un club sube y baja entre Bayernliga y Landesliga, constante que se mantuvo hasta el año 2004.

### Fusión
El 5 de febrero de 2004 nace el FC Ingolstadt 04 luego de que el MTV se fusionara con el ESV Ingolstadt, aunque solo lo hicieron en la sección de fútbol, ya que en las demás secciones funcionan como instituciones separadas, jugando su primer partido oficial el 10 de julio de 2004 ante el Borussia Mönchengladbach ante 4,000 espectadores. El equipo se integró a la Oberliga Bayern (IV) para su temporada inaugural.

### Refundación
En el año 2009 la sección de fútbol fue refundada en la C-Klasse Donau-Isar (XIII), logrando constantes ascensos hasta llegar a la décima categoría, mientras que el ESV Ingolstadt desapareció por razones financieras, las cuales fueron la principal razón para aceptar la fusión.

## Palmarés
- Oberliga Bayern: 1 (III)

1981
- Landesliga Bayern-Süd: 4 (IV)

1966, 1969, 1977, 2004
- 2nd Amateurliga Oberbayern A: 2 (IV)

1953, 1965
- B-Klasse Donau-Isar 2 Nord: 1 (XII)

- C-Klasse Donau-Isar 2 Süd: 1 (XIII)

## Entrenadores
- Helmut Richert (1978-1979)
- Herbert Wenz (1979-1980)
- Karsten Wettberg (1980-1983)
- Jürgen Press (1987-1990)
- Christoph Heckl (2000-2002)

## Participación en laCopa de Alemania
| Temporada | Ronda | Fecha                | Casa                | Visita         | Resultado | Asistencia |
| 1979–80   | 1     | 26 de agosto de 1979 | SG Wattenscheid 09  | MTV Ingolstadt | 2–1       |            |
| 1980–81   | 1     | 30 de agosto de 1980 | 1. FSV Maguncia 05  | MTV Ingolstadt | 3–2       |            |
| 1987–88   | 1     | 28 de agosto de 1987 | SV Werder Bremen II | MTV Ingolstadt | 5–1       |            |

## Rivalidad
La principal rivalidad del club era con el ESV Ingolstadt en el llamado Derby de Ingolstadt por ser los equipos más populares de la ciudad. Se enfrentaron en varias ocasiones, principalmente el la Oberliga y la Landesliga y solo se enfrentaron en una temporada a nivel profesional.
| Temporada | Liga                    | Clubes                          | Casa | Visita |
| 1979–80   | 2nd Bundesliga Süd (II) | MTV Ingolstadt – ESV Ingolstadt | 2–1  | 2–2    |

Fuente:«MTV Ingolstadt » Die Bilanz gegen ESV Ingolstadt». Weltfussball.de. Consultado el 13 de junio de 2008.

## Otras secciones
El club cuenta actualmente con 16 secciones (no todas deportivas), las cuales son: Basketball, voleibol de playa, esgrima, fútbol, fisicoculturismo, balonmano, judo, karate, kobudo, atletismo, lucha olímpica, ajedrez, esquí, tenis, tenis de mesa, gimnasia, voleibol, Schäfflergilde (baile tradicional) y Drama.